# Свирепые создания
«Свирепые создания» (англ. Fierce Creatures) — художественный фильм 1997 года совместного производства США и Великобритании — комедия, снятая режиссёром Робертом М. Янгом и Фредом Скеписи. Главные роли в этом фильме исполнили Джейми Ли Кёртис, Кевин Клайн, Джон Клиз и Майкл Палин.

## Сюжет
Международная корпорация Octopus Inc. покупает зоопарк в Лондоне. Новое руководство разрабатывает план, который, на взгляд нового владельца, должен обеспечить зоопарку финансовое процветание. Отныне вместо небольших пушистых милых существ в клетках останутся только самые свирепые существа, которые когда-либо появлялись на свете. События принимают непредсказуемый оборот, когда раздосадованные служители зоопарка, возглавляемые специалистом по насекомым «Багзи» Мэлоуном, организует восстание для того, чтобы спасти своих пушистых друзей.

## В ролях
- Джон Клиз — Ролло Ли
- Джейми Ли Кёртис — Уилла Вестон
- Кевин Клайн — Винс МакКейн / Род МакКейн
- Майкл Палин — Эдриен
- Роберт Линдсей — Сидни
- Ронни Корбетт — Реджи
- Джек Дэвенпорт — эпизод